# Victoria, Seychelles
Victoria (sau Port Victoria) este capitala și cel mai mare oraș al Republicii Seychelles. Orașul este situat pe coasta de nord a insulei Mahé. 
În 2010, Greater Victoria (incluzând suburbiile) avea o populație de 26.450 de locuitori, din populația totală a țării de 90.945 de locuitori. Orașul a fost întemeiat de regimul colonial englez. Mărfurile mai importante care sunt exportate prin portul orașului sunt: vanilia, nucile de cocos, uleiul de cocos, săpunuri și guano.
Din anul 1971 orașul mai are un aeroport; ca locuri de vizitat se poate aminti o grădină botanică.

## Clima
| Date climatice pentru Victoria (Seychelles International Airport) | Date climatice pentru Victoria (Seychelles International Airport) | Date climatice pentru Victoria (Seychelles International Airport) | Date climatice pentru Victoria (Seychelles International Airport) | Date climatice pentru Victoria (Seychelles International Airport) | Date climatice pentru Victoria (Seychelles International Airport) | Date climatice pentru Victoria (Seychelles International Airport) | Date climatice pentru Victoria (Seychelles International Airport) | Date climatice pentru Victoria (Seychelles International Airport) | Date climatice pentru Victoria (Seychelles International Airport) | Date climatice pentru Victoria (Seychelles International Airport) | Date climatice pentru Victoria (Seychelles International Airport) | Date climatice pentru Victoria (Seychelles International Airport) | Date climatice pentru Victoria (Seychelles International Airport) |
| Luna                                                              | Ian                                                               | Feb                                                               | Mar                                                               | Apr                                                               | Mai                                                               | Iun                                                               | Iul                                                               | Aug                                                               | Sep                                                               | Oct                                                               | Nov                                                               | Dec                                                               | Anual                                                             |
| ----------------------------------------------------------------- | ----------------------------------------------------------------- | ----------------------------------------------------------------- | ----------------------------------------------------------------- | ----------------------------------------------------------------- | ----------------------------------------------------------------- | ----------------------------------------------------------------- | ----------------------------------------------------------------- | ----------------------------------------------------------------- | ----------------------------------------------------------------- | ----------------------------------------------------------------- | ----------------------------------------------------------------- | ----------------------------------------------------------------- | ----------------------------------------------------------------- |
| Maxima medie °C (°F)                                              | 29.8 (85,6)                                                       | 30.4 (86,7)                                                       | 31.0 (87,8)                                                       | 31.4 (88,5)                                                       | 30.5 (86,9)                                                       | 29.1 (84,4)                                                       | 28.3 (82,9)                                                       | 28.4 (83,1)                                                       | 29.1 (84,4)                                                       | 29.6 (85,3)                                                       | 30.1 (86,2)                                                       | 30.0 (86)                                                         | 29,8 (85,6)                                                       |
| Media zilnică °C (°F)                                             | 26.8 (80,2)                                                       | 27.3 (81,1)                                                       | 27.8 (82)                                                         | 28.0 (82,4)                                                       | 27.7 (81,9)                                                       | 26.6 (79,9)                                                       | 25.8 (78,4)                                                       | 25.9 (78,6)                                                       | 26.4 (79,5)                                                       | 26.7 (80,1)                                                       | 26.8 (80,2)                                                       | 26.7 (80,1)                                                       | 26,9 (80,4)                                                       |
| Minima medie °C (°F)                                              | 24.1 (75,4)                                                       | 24.6 (76,3)                                                       | 24.8 (76,6)                                                       | 25.0 (77)                                                         | 25.4 (77,7)                                                       | 24.6 (76,3)                                                       | 23.9 (75)                                                         | 23.9 (75)                                                         | 24.2 (75,6)                                                       | 24.3 (75,7)                                                       | 24.0 (75,2)                                                       | 23.9 (75)                                                         | 24,4 (75,9)                                                       |
| Precipitații mm (inches)                                          | 379 (14.92)                                                       | 262 (10.31)                                                       | 167 (6.57)                                                        | 177 (6.97)                                                        | 124 (4.88)                                                        | 63 (2.48)                                                         | 80 (3.15)                                                         | 97 (3.82)                                                         | 121 (4.76)                                                        | 206 (8.11)                                                        | 215 (8.46)                                                        | 281 (11.06)                                                       | 2.172 (85,51)                                                     |
| Umiditate [%]                                                     | 82                                                                | 80                                                                | 79                                                                | 80                                                                | 79                                                                | 79                                                                | 80                                                                | 79                                                                | 78                                                                | 79                                                                | 80                                                                | 82                                                                | 79,8                                                              |
| Nr. de zile cu precipitații (≥ 1.0 mm)                            | 17                                                                | 11                                                                | 11                                                                | 14                                                                | 11                                                                | 10                                                                | 10                                                                | 10                                                                | 11                                                                | 12                                                                | 14                                                                | 18                                                                | 149                                                               |
| Ore însorite                                                      | 153.3                                                             | 175.5                                                             | 210.5                                                             | 227.8                                                             | 252.8                                                             | 232.0                                                             | 230.5                                                             | 230.7                                                             | 227.7                                                             | 220.7                                                             | 195.7                                                             | 170.5                                                             | 2.527,7                                                           |
| Sursa nr. 1: World Meteorological Organization                    |                                                                   |                                                                   |                                                                   |                                                                   |                                                                   |                                                                   |                                                                   |                                                                   |                                                                   |                                                                   |                                                                   |                                                                   |                                                                   |
| Sursa nr. 2: NOAA                                                 |                                                                   |                                                                   |                                                                   |                                                                   |                                                                   |                                                                   |                                                                   |                                                                   |                                                                   |                                                                   |                                                                   |                                                                   |                                                                   |